# Angelina Soares
Maria Angelina Soares (Santos, 1901 – Rio de Janeiro, 10 de abril de 1985) foi uma escritora anarquista feminista brasileira durante o século XX. Trabalhou em jornais anarquistas, tais como A Lanterna, El Libertario, Voz da União, A Plebe e A Voz dos Garçons.

## Biografia
Maria Angelina Soares nasceu em 8 de julho de 1901, na cidade paulista de Santos. Era filha de imigrantes espanhóis de Oviedo, José Soares e Paula Arias, que tiveram mais três filhas Maria Antônia Soares, Matilde Soares e Pilar Soares, além do filho Manuel Soares.
Viveu em Santos de 1910 até 1914 com sua família, e lá conheceu o anarquismo por influência de seu meio-irmão Florentino de Carvalho (Primitivo Raimundo Soares) e pela mãe Paula Arias. Foi bordadeira de profissão.
Em 1914, voltou a São Paulo, indo viver na Rua Bresser, no bairro do Brás, participando ativamente das organizações anarquistas. Primeiro, ajudou seu irmão a produzir e distribuir o periódico Germinal-La Barricata, publicado em português e em italiano, e, depois, como professora nas escolas modernas à época localizadas na avenida Celso Garcia e na rua do Oriente.
Seu primeiro artigo para imprensa anarquista intitulava-se "A Guerra" e foi publicado no periódico A Lanterna, editorado por Edgard Leuenroth. Depois, colaborou com o jornal Voz da União, produzido por Souza Passos, para o periódico A Voz dos Garçons, editorado por Nicolau Parada, mais tarde morto no campo de concentração do Oiapoque. Escreveu também para A Plebe, para a revista Phrometeu, editada por seu sobrinho Arsênio Palacio, e para O Libertário, publicado por Pedro Catalo na década de 1960.
Em São Paulo, Angelina ajudou a fundar e administrar por algum tempo o Centro Feminino de Educação, antecipando-se no tempo e nas ideias mais de meio século às feministas dos nossos dias.
Em 1923, a família Soares viajou ao Rio de Janeiro estabelecendo sua residência na rua Maria José, no bairro da Penha. No Rio, Angelina e suas irmãs Matilde, Antônia e Pilar formaram o Grupo Renovação e Música. Angelina Soares morreu no Rio de Janeiro em 1985.